# Legenda Żeglarska
Legenda Żeglarska - utwór autorstwa Henryka Sienkiewicza. Autor skomentował w nim dzieje Polski w trakcie kryzysu państwa.

## Interpretacja
W utworze, podmiot liryczny opisuje los statku "Purpura". W rzeczywistości przedstawił on los XVIII-sto wiecznej Polski i postawę jej obywateli. Dzieło oddaje postępowanie Polski przed i w czasie rozbiorów. Koniec baśni brzmiący: "I pracowali od rana do nocy, w trudzie i pocie czoła, chcąc dawną bezczynność i zaślepienie wynagrodzić…". Ukazuje on polskie zrywy niepodległościowe i powstania w XIX wieku.

## Analiza i sens utworu
W swoim dziele Henryk Sienkiewicz ośmieszył zachowanie polskiej szlachty, która w większości nie reagowała zanim było na to za późno. W dalszej części tekstu, gdy Purpurę spotkał sztorm, załoga "wróciła do rzeczywistości" i walczyła z burzą. Na koniec, zeszli na dno by naprawić statek. Prezentuje to postawę patriotów, którzy przez cały XIX i część XX wieku walczyła o niepodległość Polski. Autor także wyraźnie piętnuje ludzkie wady, np. lenistwo, odkładanie rzeczy na ostatnią chwilę.